# Zaleptiolus ater
Zaleptiolus ater is een hooiwagen uit de familie Sclerosomatidae.